# Iridogorgia bella
Iridogorgia bella är en korallart som beskrevs av Nutting 1908. Iridogorgia bella ingår i släktet Iridogorgia och familjen Chrysogorgiidae. Inga underarter finns listade i Catalogue of Life.